# Саркисов, Роман Александрович
Рома́н Алекса́ндрович Сарки́сов (род. 11 ноября 1977, Москва) — российский медиаменеджер. Наибольшую известность получил как генеральный директор телеканалов 2x2 (2008—2012) и MTV Россия (2009—2012). В 2015—2021 годах — Генеральный директор ЗАО «Русская Медиагруппа».

## Биография

### Ранние годы
Роман Саркисов родился 11 ноября 1977 года в Москве. Окончил Институт стран Азии и Африки МГУ им. Ломоносова по специальности «Японский язык».

### Деятельность на ТВ

#### 2х2
В 2006 году Саркисов пришёл работать менеджером по закупкам контента на телеканале 2×2. По словам Романа, работа на ТВ сочетает в себе три важные вещи: «ощущение социальной ответственности, неплохую зарплату и возможность одновременно творить и заниматься бизнесом».
В этом же году 2x2 выкупил холдинг «Проф-Медиа». На телеканале прошли серьезные перестановки, был осуществлен и ребрендинг. Уже через год (в 2007 году) Саркисов стал директором по закупкам, а чуть позже — продюсером телеканала.
В феврале 2008 года совет директоров утвердил Саркисова в должности генерального директора. Роман сменил на этом посту Наталью Вашко.
Под его руководством каналу 2х2 удалось вернуть к телевизору тех, кто уже давно в нём разочаровался. У 2х2 появилась та аудитория, которая традиционно не смотрит телевизор — молодые мужчины.
В 2008 году Россвязьохранкультура в мультфильмах «The Adventures Of Big Jeff» и «Happy Tree Friends» нашло пропаганду насилия и посягательство на общественную нравственность. По мнению ведомства, трансляция этих мультфильмов могла нанести серьезный ущерб развитию детей. Россвязьохранкультура потребовала прекратить их трансляцию под угрозой лишения телеканала лицензии. Саркисов принял решение снять эти мультфильмы, хотя, по его словам, «2х2 никогда не позиционировал себя как детский канал».
Роман располагал результатами независимой экспертизы, которая не нашла в мультфильмах пропаганды насилия. Через полгода Россвязьохранкультура нашла признаки экстремизма уже в другом мультсериале, который показывал 2x2 — «South Park». Саркисов заявил, что не будет вносить никакие изменения в редакционную политику канала. Ситуация обострялась ещё и тем, что у телеканала подошла к концу лицензия на вещание. Многочисленные акции «Мой голос за 2х2» в поддержку телеканала прошли тогда в Москве и Санкт-Петербурге.
В конце концов, Федеральная конкурсная комиссия по телерадиовещанию дала рекомендацию продлить лицензию 2х2 до 2013 года. По мнению экспертов, конфликт с Россвязьохранкультурой повысил популярность телеканала. С помощью своей команды молодых, энергичных и эксцентричных профессионалов Роману удалось сохранить динамику роста показателей канала и значительно увеличить его выручку.

#### MTV Россия
В ноябре 2009 года Саркисов стал генеральным директором ещё одного молодёжного телеканала — MTV Россия. Перед командой канала стояли сложные задачи: изменить представление зрителя об одном из самых известных брендов в мире, а также заменить весь зарубежный контент, доминировавший в эфире канала, на российский.
К концу деятельности Саркисова на канале (2011 — 2012 годы) флагманским проектом MTV стало реалити-шоу «Каникулы в Мексике». Роман думал, что через несколько лет этот проект станет популярнее «Дома-2», так как в нём, по его мнению, «современная молодежь видит то, что ей действительно интересно: саму себя». «Мы твердо встаем на ноги с собственным продуктом и, пожалуй, сильнейшей командой на рынке. Цифры — тому доказательство», — говорил в интервью Саркисов.

#### Дальнейшая деятельность
В июне 2012 года генеральный директор Роман Саркисов покинул занимаемые посты, посчитав, что все поставленные цели он уже выполнил. Новым генеральным директором телеканала MTV Россия стал Николай Картозия, а генеральным директором телеканала 2х2 — Лев Макаров.
Годом позже, в июне 2013 года, Саркисов перешёл на телеканал СТС и занял там должность директора по направлению сериалов.
С января 2014 года является гендиректором телеканала для девушек CTC Love. Покинул холдинг СТС Медиа в августе 2014 года.
С августа 2014 по февраль 2015 года являлся генеральным директором ООО «Красный квадрат». В феврале 2015 года перешёл на должность исполнительного директора той же телекомпании.
С октября 2015 года занял должность исполнительного директора ЗАО «Русская Медиагруппа». В декабре 2015 года перешел на должность Генерального директора РМГ. Покинул «Русскую Медиагруппу» 1 марта 2021 года.